# 每當想起你
《每當想起你》（英語：When I Think of You）是非裔美国人女歌手珍娜·傑克森在1986年7月發行的單曲，它曾獲得告示牌單曲榜以及舞曲榜兩榜的冠軍，單曲在美國銷售數字逾50萬張。《每當想起你》是珍娜·傑克森首支全美冠軍單曲和冠軍舞曲，這首單曲在英國成績最高為第10名。

## 資料

### 單曲簡介
〈每當想起你〉為珍娜·傑克森第三張個人錄音室專輯《控制》（英語：Control）中所推出的第三首單曲。〈每當想起你〉的詞曲由珍娜·傑克森和吉米·吉姆與特里·李維斯共同創作，這是一首帶著節奏藍調味道的舞曲，它的節奏並不像前兩支單曲〈看你做的好事〉和〈下流〉那樣強勁又重節拍，再加上輕快悅耳的旋律，是一首賣相極佳的商業性作品。
〈每當想起你〉的音樂影片採取類似一鏡到底的拍攝手法，畫面從頭到尾宛如說故事般流暢，這種一氣喝成的呈現方式，珍娜·傑克森後來在1990年的〈我心所願〉也是相同的手法。〈每當想起你〉音樂影片的舞蹈同樣也是由寶拉·阿巴杜編排，她本人除了擔任編舞師也兼任舞者，所以在這支MV中也可見到她嬌小的身影。

### 商業成績
〈每當想起你〉為專輯《控制》中所推出的第三首單曲，在1986年8月9日進入單曲榜，首週成績為第60名，歌曲在進榜後名次持續向上攀升，終於在10月11日登上榜首位置並蟬連兩週冠軍，成為珍娜·傑克森首支全美冠軍單曲。其實這首歌曲在9月20日時，就先登上舞曲榜冠軍寶座，同時蟬連三週，締造了珍娜·傑克森首支冠軍舞曲的新紀錄。〈每當想起你〉在美國銷售超過50萬張，在1986年告示牌年終單曲榜名列第32名。
〈每當想起你〉在英國單曲榜最高成績為第10名。

### 獎項評價紀錄
〈每當想起你〉在告示牌單曲榜和舞曲榜雙雙摘冠，締造了珍娜·傑克森自己在美國樂壇的兩個新紀錄，同時也成為專輯《控制》中第三首TOP 5單曲。